# 安德烈·伊万诺维奇·沃罗比约夫
安德烈·伊万诺维奇·沃罗比约夫（俄语：Андрей Иванович Воробьёв，1928年11月1日—2020年6月15日），俄罗斯血液学家、政治人物，俄罗斯科学院院士，前卫生部长。

## 生平
1928年生于莫斯科。1947年至1953年就读于莫斯科第一医科大学。1953年至1956年，在沃洛科拉姆斯克医院工作。1956年在卫生部高等医学中央研究所进修。1966年开始在车里雅宾斯克苏联卫生部生物物理研究所工作。1987年当选苏联医学科学院院士。2000年当选俄罗斯科学院院士。1986年，成为苏联政府切尔诺贝利核事故医疗委员会成员。1987年至2011年，长期担任卫生部血液学研究中心主任。1991年苏联解体至1992年10月短暂担任俄罗斯卫生部长。1998年获授三级祖国功勋勋章。2000年至2007年作为俄罗斯联邦总统事务管理局主要医疗服务部门首席医师参与对前总统叶利钦的医疗服务。2020年6月15日在莫斯科逝世。